# Platysenta inquieta
Platysenta inquieta är en fjärilsart som beskrevs av Walker 1858. Platysenta inquieta ingår i släktet Platysenta och familjen nattflyn. Inga underarter finns listade i Catalogue of Life.